# Primera División de Chile 1971
Primera División de Chile 1971 var den chilenska högstaligan i fotboll för herrar för säsongen 1971, som slutade med att Unión San Felipe vann för första gången. Ligasystemet ändrades tillbaka till en rak serie med arton lag där alla möter alla en gång hemma och en gång borta.

## Kvalificering för internationella turneringar
- Copa Libertadores 1972
  - Vinnaren av Primera División: Unión San Felipe
  - Tvåan i Primera División: Universidad de Chile

## Sluttabell
| Plac. | Lag                  | S  | V  | O  | F  | GM | IM | MSK | Poäng |
| ----- | -------------------- | -- | -- | -- | -- | -- | -- | --- | ----- |
| 1     | Unión San Felipe     | 34 | 18 | 10 | 6  | 61 | 40 | 21  | 46    |
| 2     | Universidad de Chile | 34 | 17 | 10 | 7  | 73 | 42 | 31  | 44    |
| 3     | Unión Española       | 34 | 14 | 14 | 6  | 52 | 40 | 12  | 42    |
| 4     | Colo-Colo            | 34 | 16 | 9  | 9  | 62 | 42 | 20  | 41    |
| 5     | Deportes Concepción  | 34 | 15 | 7  | 12 | 40 | 41 | -1  | 37    |
| 6     | Unión La Calera      | 34 | 12 | 12 | 10 | 51 | 47 | 4   | 36    |
| 7     | Santiago Wanderers   | 34 | 12 | 10 | 12 | 43 | 47 | -4  | 34    |
| 8     | Deportes La Serena   | 34 | 11 | 12 | 11 | 45 | 50 | -5  | 34    |
| 9     | Rangers              | 34 | 11 | 10 | 13 | 40 | 43 | -3  | 32    |
| 10    | Antofagasta          | 34 | 10 | 12 | 12 | 42 | 51 | -9  | 32    |
| 11    | O'Higgins            | 34 | 12 | 8  | 14 | 36 | 47 | -11 | 32    |
| 12    | Huachipato           | 34 | 10 | 11 | 13 | 43 | 45 | -2  | 31    |
| 13    | Universidad Católica | 34 | 13 | 4  | 17 | 49 | 51 | -2  | 30    |
| 14    | Magallanes           | 34 | 13 | 4  | 17 | 50 | 55 | -5  | 30    |
| 15    | Green Cross-Temuco   | 34 | 10 | 10 | 14 | 45 | 51 | -6  | 30    |
| 16    | Everton              | 34 | 10 | 9  | 15 | 43 | 52 | -9  | 29    |
| 17    | Lota Schwager        | 34 | 9  | 8  | 17 | 42 | 52 | -10 | 26    |
| 18    | Audax Italiano       | 34 | 7  | 12 | 15 | 33 | 54 | -21 | 26    |

Lag 17 och 18 till nedflyttningskval.
| Primera División Vinnare av Primera División 1971 |
| ------------------------------------------------- |
| Chile                                             |
| Unión San Felipe 1:a titeln                       |

### Nedflyttningskval
Eftersom både lag 17 och 18 i tabellen, Lota Schwager och Audax Italiano, fick lika många poäng i tabellen spelades en avgörande match för att bestämma vilket lag som skulle flyttas ner till den näst högsta divisionen. Lota Schwager vann vilket innebar att Audax Italiano flyttades ner.
|  |  | Lota Schwager | 2–1 | Audax Italiano | Estadio Fiscal de Talca, Talca |  |
|  |  |               |     |                |                                |  |
|  |  |               |     |                |                                |  |
|  |  |               |     |                |                                |  |